# Hoffmannseggia lactea
Hoffmannseggia lactea är en ärtväxtart som först beskrevs av Schinz, och fick sitt nu gällande namn av Schinz. Hoffmannseggia lactea ingår i släktet Hoffmannseggia och familjen ärtväxter. Inga underarter finns listade i Catalogue of Life.